# 1998 XR9
1998 XR9 är en asteroid i huvudbältet som upptäcktes den 14 december 1998 av den kroatiska astronomen Korado Korlević vid Višnjan-observatoriet.
Den tillhör asteroidgruppen Vesta.